# Tipo textual bizantino

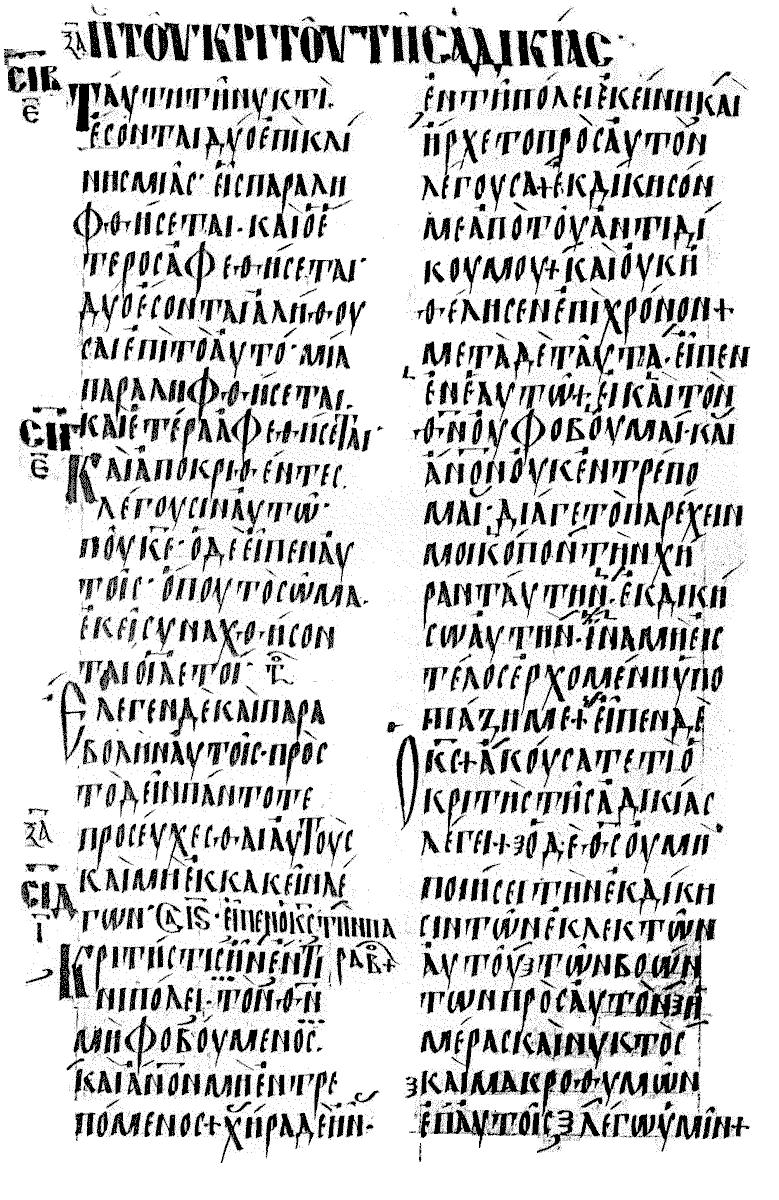
El Códice Vaticano 354 S (028), un códice uncial con un texto bizantino, asignado a la Familia K^{1}

El tipo textual bizantino (también llamado mayoritario, tradicional, y por eclesiástico, constantinopolitano, o sirio) es uno de varios tipos textuales usados en la crítica textual para describir los caracteres textuales del griego de los manuscritos del Nuevo Testamento. Es la forma encontrada en la mayor parte de manuscritos sobrevivientes. El texto del Nuevo Testamento de la Iglesia Ortodoxa griega, la edición Patriarcado de Constantinopla de 1904 está basada en este tipo textual. Aunque varía considerablemente, también es la base del texto griego del Texto Recibido utilizado por la mayoría de las traducciones del Nuevo Testamento en lenguas vernáculas en la era de la Reforma. Las traducciones modernas principalmente usan las ediciones eclécticas que se ajustan con más frecuencia al tipo textual alejandrino.
El texto bizantino también se encuentra en unas cuantas ediciones griegas ortodoxas, debido a que la tradición textual bizantina ha continuado en la Iglesia Ortodoxa del Este hasta la actualidad. El texto utilizado por la Iglesia Griega coincide con los últimos manuscritos minúsculas. Comúnmente se acepta el texto bizantino como estándar.
La forma textual bizantina con frecuencia se marca con las abreviaturas 𝔐 o Biz.

## Manuscritos del texto bizantino

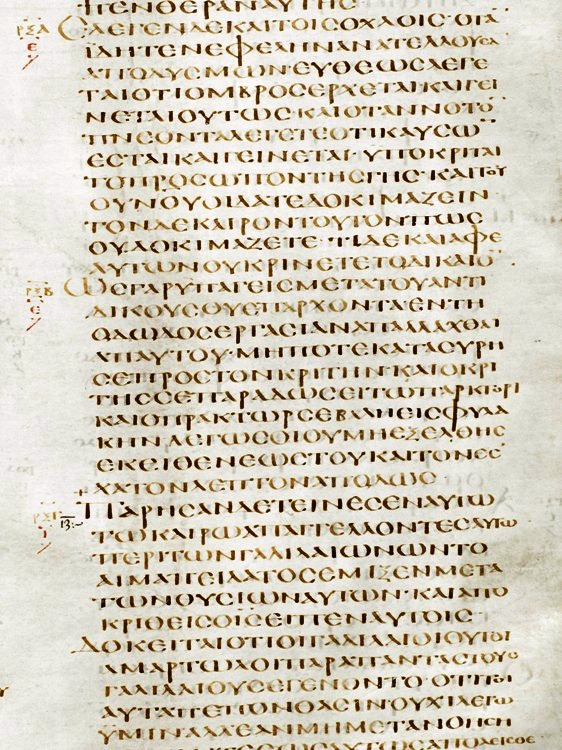
El Códice Alejandrino, el testimonio más antiguo en griego del texto bizantino en los Evangelios, es muy cercano a la Familia Π (Lucas 12:54-13:4)

Durante algún tiempo en el siglo V se encontraban diferentes tipos de texto en el Este, pero al final el texto bizantino "desplazó casi por completo al resto". El tipo textual bizantino tiene por mucha diferencia el mayor número de manuscritos de los que han sobrevivido, varios de ellos escritos un el estilo más reciente, minúsculas y en escritura de ortografía politónica, que fue inventado en el siglo III a. C. por Aristófanes de Bizancio, pero que tomo varios siglos para ser aceptado en el círculo erudito. Por ejemplo, de los 522 manuscritos completos o casi completos de las Epístolas generales reunidos por el Instituto de Investigación textual del Nuevo Testamento en Muñiste (Münster), Alemania, 372 de ellos atestigüan lecturas bizantinas en al menos el 90% de los 98 lugares de examen. Entre los manuscritos más antiguos que sobreviven, la situación se invierte. Existen seis manuscritos de antes del siglo IX que se ajustan al tipo textual bizantino; de los del siglo V el Códice Alejandrino, (el más antiguo), es bizantino únicamente en los Evangelios siendo el resto alejandrino. 
En comparación, el tipo textual alejandrino es atestigüado por nueve unciales sobrevivientes más antiguos al siglo IX (incluyendo al Códice Alejandrino sin los Evangelios); también se considera que es mostrado en tres papiros muy antiguos. Las ediciones críticas modernas del Nuevo Testamento tienden a ajustarse con más frecuencia a los testimonios alejandrinos — especialmente al Códice Sinaítico y el Códice Vaticano. El primer Padre de la Iglesia en dar testimonio en un tipo textual bizantino en citas importantes del Nuevo Testamento fue Juan Crisóstomo (346 — 407); aunque las obras fragmentarias que han sobrevivido de Asterio el Sofista († 341) también han sido consideradas conforme al texto bizantino. Crisóstomo y Asterio usaron el texto sono un 75% de acuerdo al texto estándar bizantino. La traducción más antigua que atestigüa una base griega generalmente conforme al texto bizantino en los Evangelios es la Peshitta siríaca (aunque tiene varias lecturas alejandrinas y occidentales; usualmente fechada al siglo IV; además con respecto a varias lecturas muy controvertidas, como lo es Marcos 1:2 y Juan 1:18, la Peshitta coincide más bien con los testimonios alejandrinos.
La forma del texto bizantino encontrada en los testimonios más antiguos no es en una totalidad monolítica, y a veces difiere de un subgrupo bizantino de manuscritos que proliferaron a partir del siglo XI. Entre la mayor parte de los manuscritos de más adelante, sin embargo, generalmente es posible demostrar una lectura claramente en su mayoría bizantina para cada variante; por ello un texto griego del Nuevo Testamento se basa en esa mayoría del lecturas,  — "El Texto Mayoritario" — ha sido creado por Zane C. Hodges y Arthur L. Farstad, aunque este texto no corresponde a ningún manuscrito en particular. 
Sin duda es la familia catalogada por los críticos que dispone de una mayor concordancia entre sus diferentes testimonios, siendo sin duda fruto de un mayor cuidado y reverencia. Pues recordemos que la zona a la que pertenece es la que recibió de los mismos Apóstoles y sus ayudantes los Originales, lo que hace pensar si es o no lógico creer que las iglesias que recibieron de los mismos Apóstoles los Originales los sustituiría por un nuevo texto de origen desconocido. Pues Tertuliano en el siglo II que los escritos originales aún se podían examinar en las iglesias que lo recibieron de los Apóstoles. Así que el Texto Mayoritario y por ende el Texto Recibido merecen mayor crédito del que se le da. 

### Manuscritos bizantinos notables

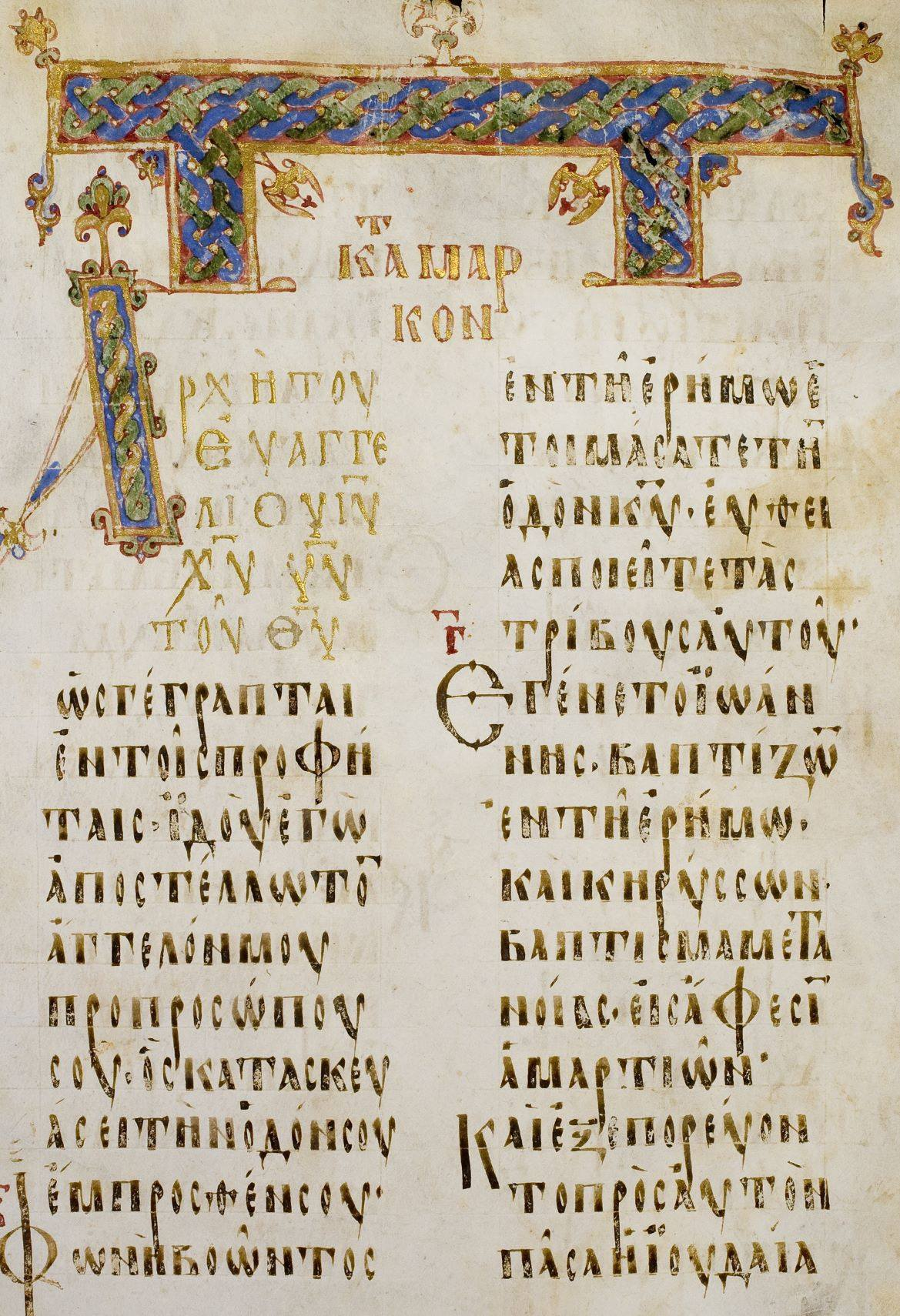
El Códice Boreeliano, manuscrito bizantino, miembro de la Familia E

| Signo    | Nombre                     | Fecha      | Contenido                   |
| A (02)   | Códice Alejandrino         | siglo V    | Evangelios                  |
| C (04)   | Códice Ephraemi Rescriptus | Siglo V    | Evangelios                  |
| W (032)  | Códice Washingtoniano      | Siglo V    | Mat 1-28; Lucas 8:13–24:53  |
| Q (026)  | Codex Guelferbytanus B     | Siglo V    | Lucas–Juan                  |
| 061      | Uncial 061                 | siglo V    | 1 Tim 3:15-16; 4:1-3; 6:2-8 |
| Ee (07)  | Codex Basilensis           | Siglo      | Evangelios                  |
| Fe (09)  | Códice Boreeliano          | siglo IX   | Evangelios                  |
| Ge (011) | Codex Seidelianus I        | siglo IX   | Gospels                     |
| He (013) | Codex Seidelianus II       | siglo IX   | Evangelios                  |
| L (020)  | Codex Angelicus            | Siglo IX   | Hechos, EC, Cartas de Pablo |
| V (031)  | Codex Mosquensis II        | siglo IX   | Evangelios                  |
| Y (034)  | Codex Macedoniensis        | siglo IX   | Evangelios                  |
| Θ (038)  | Codex Koridethi            | siglo IX   | Evangelios (excepto Marcos) |
| S (028)  | Códice Vaticano 354        | 949        | Evangelios                  |
| 1241     | Minúscula 1241             | siglo XII  | solo Hechos                 |
| 1424     | Minúscula 1424             | siglo IX/X | NT (excepto Marcos)         |

### Otros manuscritos
Papiros
𝔓73
Unciales
Codex Mutinensis, Codex Cyprius, Codex Mosquensis I, Campianus, Petropolitanus Purp., Sinopensis, Guelferbytanus A, Guelferbytanus B, Nitriensis, Nanianus, Monacensis, Tischendorfianus IV, Sangallensis (excepto Marcos), Tischendorfianus III, Petropolitanus, Rossanensis, Beratinus, Dionysiou, Vaticanus 2066, Uncial 047, 049, 052, 053, 054, 056, 061, 063, 064, 065, 069 (?), 093 (Hechos), 0103, 0104, 0105, 0116, 0120, 0133, 0134, 0135, 0136, 0142, 0151, 0197, 0211, 0246, 0248, 0253, 0255, 0257, 0265, 0269 (mezclado), 0272, 0273 (?). 
Minúsculas
Más del 80% de los minúsculas presentan el texto bizantino.
2, 3, 6 (Evangelios y Hechos), 8, 9, 11, 12, 14, 15, 18, 21, 23, 24, 25, 27, 28 (excepto Marcos), 29, 30, 32, 34, 35, 36, 37, 39, 40, 42, 44, 45, 46, 47, 49, 50, 52, 53, 54, 55, 57, 58, 60, 61 (Evangelios y Hechos), 63, 65, 66, 68, 69 (excepto Pablo), 70, 73, 74, 75, 76, 77, 78, 80, 82, 83, 84, 89, 90, 92, 93, 95, 97, 98, 99, 100, 103, 104 (excepto Pablo), 105, 107, 108, 109, 110, 111, 112, 116, 119, 120, 121, 122, 123, 125, 126, 127, 128, 129, 132, 133, 134, 135, 136, 137, 138, 139, 140, 141, 142, 143, 144, 146, 147, 148, 149, 150, 151, 155, 156, 159, 162, 167, 169, 170, 171, 177, 180 (excepto Hechos), 181 (solo Rev.), 182, 183, 185, 186, 187, 189, 190, 192, 193, 194, 195, 196, 197, 198, 199, 200, 201, 202, 203, 204, 205 (Epístolas), 206 (excepto Cat.), 207, 208, 209 (excepto los Evangelios y Rev.), 210, 212, 214, 215, 217, 218 (excepto Cat. y Pablo), 219, 220, 221, 223, 224, 226, 227, 231, 232, 235, 236, 237, 240, 243, 244, 245, 246, 247, 248, 250, 254 (excepto Cat.), 256 (excepto Pablo), 259, 260, 261, 262, 263 (excepto Pablo), 264, 266, 267, 268, 269, 270, 272, 275, 276, 277, 278a, 278b, 280, 281, 282, 283, 284, 285, 286, 287, 288, 289, 290, 291, 292, 293, 297, 300, 301, 302, 303, 304, 305, 306, 308, 309, 313, 314, 316, 319, 320, 324, 325, 327, 328, 329, 330 (excepto Pablo), 331, 334, 335, 337, 342, 343, 344, 347, 350, 351, 352, 353, 354, 355, 356, 357, 358, 359, 360, 361, 362, 364, 365 (excepto Pablo), 366, 367, 368, 369, 371, 373, 374, 375, 376, 378 (excepto Cat.), 379, 380, 381, 384, 385, 386, 387, 388, 390, 392, 393, 394, 395, 396, 398 (excepto Cat.), 399, 401, 402, 404, 405, 407, 408, 409, 410, 411, 412, 413, 414, 415, 417, 418, 419, 422, 425, 426, 429 (Pablo y Rev.), 431 (excepto Hechos y Cat.), 432, 438, 439, 443, 445, 446, 448, 449, 450, 451 (excepto Pablo), 452, 454, 457, 458, 459 (excepto Pablo), 461, 465, 466, 469, 470, 471, 473, 474, 475, 476, 477, 478, 479, 480, 481, 482, 483, 484, 485, 490, 491, 492, 493, 494, 496, 497, 498, 499, 500, 501, 502, 504, 505, 506, 507, 509, 510, 511, 512, 514, 516, 518, 519, 520, 521, 522 (excepto Hechos y Cat.), 523, 524, 525, 526, 527, 528, 529, 530, 531, 532, 533, 534, 535, 538, 540, 541, 546, 547, 548, 549, 550, 551, 553, 554, 556, 558, 559, 560, 564, 568, 570, 571, 573, 574, 575, 577, 578, 580, 583, 584, 585, 586, 587, 588, 592, 593, 594, 596, 597, 600, 601, 602, 603, 604, 605, 607, 610 (en Cat.), 614 (en Cat.), 616, 618, 620, 622, 624, 625, 626, 627, 628, 632, 633, 634, 637, 638, 639, 640, 642 (excepto Cat.), 644, 645, 648, 649, 650, 651, 655, 656, 657, 660, 662, 663, 664, 666, 668, 669, 672, 673, 674, 677, 680, 684, 685, 686, 688, 689, 690, 691, 692, 694, 696, 698, 699, 705, 707, 708, 711, 714, 715, 717, 718, 721, 724, 725, 727, 729, 730, 731, 734, 736, 737, 739, 741, 745, 746, 748, 750, 754, 755, 756, 757, 758, 759, 760, 761, 762, 763, 764, 765, 768, 769, 770, 773, 774, 775, 777, 778, 779, 781, 782, 783, 784, 785, 786, 787, 789, 790, 793, 794, 797, 798, 799, 801, 802, 806, 808, 809, 811, 818, 819, 820, 824, 825, 830, 831, 833, 834, 835, 836, 839, 840, 841, 843, 844, 845, 846, 848, 852, 853, 857, 858, 860, 861, 862, 864, 866, 867, 868, 870, 877, 880, 884, 886, 887, 889, 890, 893, 894, 896, 897, 898, 900, 901, 902, 904, 905, 906, 910, 911, 912, 914, 916, 917 (Pablo), 918 (Pablo), 919, 920, 921, 924, 928, 936, 937, 938, 942, 943, 944, 945 (Hechos y Cat.), 950, 951, 952, 953, 955, 956, 957, 958, 959, 960, 961, 962, 963, 964, 965, 966, 967, 969, 970, 971, 973, 975, 977, 978, 980, 981, 987, 988, 991, 993, 994, 995, 997, 998, 999, 1000, 1003, 1004, 1006 (Evangelios), 1007, 1008, 1010 (?), 1011, 1013, 1014, 1015, 1016, 1017, 1018, 1019, 1020, 1023, 1024, 1025, 1026, 1028, 1030, 1031, 1032, 1033, 1036, 1044, 1045, 1046, 1050, 1052, 1053, 1054, 1055, 1056, 1057, 1059, 1060, 1061, 1062, 1063, 1065, 1067 (excepto Cat.), 1068, 1069, 1070, 1072, 1073, 1074, 1075, 1076, 1077, 1078, 1080, 1081, 1083, 1085, 1087, 1088, 1089, 1094, 1099, 1100, 1101, 1103, 1104, 1105, 1107, 1110, 1112, 1119, 1121, 1123, 1129, 1148, 1149, 1150, 1161, 1168, 1169, 1171, 1172, 1173, 1174, 1176, 1177, 1185, 1186, 1187, 1188, 1189, 1190, 1191, 1193, 1196, 1197, 1198, 1199, 1200, 1201, 1202, 1203, 1205, 1206, 1207, 1208, 1209, 1211, 1212, 1213, 1214, 1215, 1217, 1218, 1220, 1221, 1222, 1223, 1224, 1225, 1226, 1227, 1231, 1241 (solo Hechos), 1251 (?), 1252, 1254, 1255, 1260, 1264, 1277, 1283, 1285, 1292 (excepto Cat.), 1296, 1297, 1298, 1299, 1300, 1301, 1303, 1305, 1309, 1310, 1312, 1313, 1314, 1315, 1316, 1317, 1318, 1319 (excepto Pablo), 1320, 1323, 1324, 1328, 1330, 1331, 1334, 1339, 1340, 1341, 1343, 1345, 1347, 1350a, 1350b, 1351, 1352a, 1354, 1355, 1356, 1357, 1358, 1359 (excepto Cat.), 1360, 1362, 1364, 1367, 1370, 1373, 1374, 1377, 1384, 1385, 1392, 1395, 1398 (excepto Pablo), 1400, 1409 (Evangelios y Pablo), 1417, 1437, 1438, 1444, 1445, 1447, 1448 (excepto Cat.), 1449, 1452, 1470, 1476, 1482, 1483, 1492, 1503, 1504, 1506 (Evangelios), 1508, 1513, 1514, 1516, 1517, 1520, 1521, 1523 (Pablo), 1539, 1540, 1542b (solo Lucas), 1543, 1545, 1547, 1548, 1556, 1566, 1570, 1572, 1573 (excepto Pablo?), 1577, 1583, 1594, 1597, 1604, 1605, 1607, 1613, 1614, 1617, 1618, 1619, 1622, 1628, 1636, 1637, 1649, 1656, 1662, 1668, 1672, 1673, 1683, 1693, 1701, 1704 (excepto Hechos), 1714, 1717, 1720, 1723, 1725, 1726, 1727, 1728, 1730, 1731, 1732, 1733, 1734, 1736, 1737, 1738, 1740, 1741, 1742, 1743, 1745, 1746, 1747, 1748, 1749, 1750, 1752, 1754, 1755a, 1755b, 1756, 1757, 1759, 1761, 1762, 1763, 1767, 1768, 1770, 1771, 1772, 1800, 1821, 1826, 1828, 1829, 1835, 1841 (except Rev.), 1846 (only Acts), 1847, 1849, 1851, 1852 (solo en Rev.), 1854 (excepto Rev.), 1855, 1856, 1858, 1859, 1860, 1861, 1862, 1869, 1870, 1872, 1874 (except Pablo), 1876, 1877 (except Pablo), 1878, 1879, 1880, 1882, 1883, 1888, 1889, 1891 (excepto Hechos), 1897, 1899, 1902, 1905, 1906, 1907, 1911, 1914, 1915, 1916, 1917, 1918, 1919, 1920, 1921, 1922, 1923, 1924, 1925, 1926, 1927, 1928, 1929, 1930, 1931, 1932, 1933, 1934, 1936,1937, 1938, 1941, 1946, 1948, 1951, 1952, 1954, 1955, 1956, 1957, 1958, 1964, 1970, 1971, 1972, 1974, 1975, 1978, 1979, 1980, 1981, 1982, 1986, 1988, 1992, 1997, 1998, 2001, 2003, 2007, 2009, 2013, 2048, 2096, 2098, 2111, 2119, 2125, 2126, 2127 (excepto Pablo), 2132, 2133, 2135, 2138 (solo en Rev.), 2139, 2140, 2141, 2142, 2144, 2160, 2172, 2173, 2175, 2176, 2177, 2178, 2181, 2183, 2187, 2189, 2191, 2199, 2218, 2221, 2236, 2261, 2266, 2267, 2273, 2275, 2277, 2281, 2289, 2295, 2300, 2303, 2306, 2307, 2309, 2310, 2311, 2352, 2355, 2356, 2373, 2376, 2378, 2381, 2382, 2386, 2389, 2390, 2406, 2407, 2409, 2414, 2415, 2418, 2420, 2422, 2423, 2424, 2425, 2426, 2430, 2431, 2437, 2441, 2442, 2445, 2447, 2450, 2451, 2452, 2454, 2455, 2457, 2458, 2459, 2466, 2468, 2475, 2479, 2483, 2484, 2490, 2491, 2496, 2497, 2499, 2500, 2501, 2502, 2503, 2507, 2532, 2534, 2536, 2539, 2540, 2545, 2547, 2549, 2550, 2552, 2554, 2555, 2558, 2559, 2562, 2563, 2567, 2571, 2572, 2573, 2578, 2579, 2581, 2584, 2587, 2593, 2600, 2619, 2624, 2626, 2627, 2629, 2631, 2633, 2634, 2635, 2636, 2637, 2639, 2645, 2646, 2649, 2650, 2651, 2653, 2656, 2657, 2658, 2660, 2661, 2665, 2666, 2671, 2673, 2675, 2679, 2690, 2691, 2696, 2698, 2699, 2700, 2704, 2711, 2712, 2716, 2721, 2722, 2723, 2724, 2725, 2727, 2729, 2746, 2760, 2761, 2765, 2767, 2773, 2774, 2775, 2779, 2780, 2781, 2782, 2783, 2784, 2785, 2787, 2790, 2791, 2794, 2815, 2817, 2829.

### Distribución de los manuscritos del tipo bizantino por siglo
siglo IX
461, 1080, 1862, 2142, 2500 
siglo IX/X
399 
siglo X
14, 27, 29, 34, 36e, 63, 82, 92, 100, 135, 144, 151, 221, 237, 262, 278b, 344, 364, 371, 405, 411, 450, 454, 457, 478, 481, 564, 568, 584, 602, 605, 626, 627, 669, 920, 1055, 1076, 1077, 1078, 1203, 1220, 1223, 1225, 1347, 1351, 1357, 1392, 1417, 1452, 1661, 1720, 1756, 1829, 1851, 1880, 1905, 1920, 1927, 1954, 1997, 1998, 2125, 2373, 2414, 2545, 2722, 2790
siglo X/XI
994, 1073, 1701
siglo XI
7p, 8, 12, 20, 23, 24, 25, 37, 39, 40, 50, 65, 68, 75, 77, 83, 89, 98, 108, 112, 123, 125, 126, 127, 133, 137, 142, 143, 148, 150, 177, 186, 194, 195, 197, 200, 207, 208, 210, 212, 215, 236, 250, 259, 272, 276, 277, 278a, 300, 301, 302, 314, 325, 331, 343, 350, 352, 354, 357, 360, 375, 376, 422, 458, 465, 466, 470, 474, 475, 476, 490, 491, 497, 504, 506, 507, 516, 526, 527, 528, 530, 532, 547, 548, 549, 560, 583, 585, 596, 607, 624, 625, 638, 639, 640, 651, 672, 699, 707, 708, 711, 717, 746, 754, 756, 773, 785, 809, 831, 870, 884, 887, 894, 901, 910, 919, 937, 942, 943, 944, 964, 965, 991, 1014, 1028, 1045, 1054, 1056, 1074, 1110, 1123, 1168, 1174, 1187, 1207, 1209, 1211, 1212, 1214, 1221, 1222, 1244, 1277, 1300, 1312, 1314, 1317, 1320, 1324, 1340, 1343, 1373, 1384, 1438, 1444, 1449, 1470, 1483, 1513, 1514, 1517, 1520, 1521, 1545, 1556, 1570, 1607, 1668, 1672, 1693, 1730, 1734, 1738, 1770, 1828, 1835, 1847, 1849, 1870, 1878, 1879, 1888, 1906, 1907, 1916, 1919, 1921, 1923, 1924, 1925, 1932, 1933, 1934, 1946, 1955, 1980, 1981, 1982, 2001, 2007, 2098, 2132, 2133, 2144, 2172, 2176, 2181, 2183, 2199, 2275, 2277, 2281, 2386, 2295, 2307, 2381, 2386, 2430, 2442, 2447, 2451, 2458, 2468, 2475, 2539, 2547, 2559, 2563, 2567, 2571, 2587, 2637, 2649, 2661, 2723, 2746, 2760, 2782, 2787 

2306 (composición de partes desde el siglo XI al XIV)
siglo XI/XII
665, 657, 660, 1013, 1188, 1191, 1309, 1358, 1340, 1566, 2389, 2415, 2784
siglo XII
2e, 2ap, 3, 9, 11, 15, 21, 32, 44, 46, 49, 57, 73, 76, 78, 80, 84, 95, 97, 105, 110, 111, 116, 119, 120, 122, 129, 132, 134, 138, 139, 140, 146, 156, 159, 162, 183, 187, 193, 196, 199, 202, 203, 217, 224, 226, 231, 240, 244, 245, 247, 261, 264, 267, 268, 269, 270, 275, 280, 281, 282, 297, 304, 306, 319, 320, 329, 334, 337, 347, 351, 353, 355, 356, 366, 374, 387, 392, 395, 396, 401, 407, 408, 419, 438, 439, 443, 452, 471, 485, 499, 502, 505, 509, 510, 514, 518, 520, 524, 529, 531, 535, 538, 550, 551, 556, 570, 571, 580, 587, 618, 620, 622, 637, 650, 662, 673, 674, 688, 692, 721, 736, 748, 750, 760, 765, 768, 770, 774, 777, 778, 779, 782, 787, 793, 799, 808, 843, 857, 860, 862, 877, 893, 896, 902, 911, 916, 922, 924, 936, 950, 967, 971, 973, 975, 980, 987, 993, 998, 1007, 1046, 1081, 1083, 1085, 1112, 1169, 1176, 1186, 1190, 1193, 1197, 1198, 1199, 1200, 1217, 1218, 1224, 1231, 1240, 1301, 1315, 1316, 1318, 1323, 1350a, 1355, 1360, 1364, 1375, 1385, 1437, 1539, 1583, 1673, 1683, 1714, 1737, 1752, 1754, 1755a, 1755b, 1800, 1821, 1826, 1872, 1889, 1914, 1915, 1917, 1926, 1951, 1970, 1971, 1974, 1986, 1988, 2013, 2096, 2126, 2135, 2139, 2173, 2177, 2189, 2191, 2289, 2282, 2426, 2437, 2445, 2459, 2490, 2491, 2507, 2536, 2549, 2550, 2552, 2562, 2639, 2650, 2657, 2671, 2700, 2712, 2725, 2727, 2781, 2785, 2791, 2794 

632 y 1227 (composición de partes desde el siglo XII al XIV)
siglo XII/XIII
905, 906, 1310, 1341, 1897, 2311
siglo XIII
52, 55 60, 74, 107, 121, 128, 136, 141, 147, 167, 170, 192, 198, 204, 219, 220, 227, 248, 260, 284, 291, 292, 293, 303, 305, 309, 327, 328, 342, 359, 361, 362, 384, 388, 390, 410, 449, 469, 473, 477, 479, 482, 483, 484, 496, 500, 501, 511, 519, 533, 534, 546, 553, 554, 558, 573, 574, 592, 593, 597, 601, 663, 666, 677, 684, 685, 689, 691, 696, 705, 714, 715, 725, 729, 737, 757, 759, 775, 811, 820, 825, 830, 835, 840, 897, 898, 900, 912, 914, 966, 969, 970, 981, 995, 997, 999, 1000, 1004, 1008, 1011, 1015, 1016, 1031, 1050, 1052, 1053, 1057, 1069, 1070, 1072, 1087, 1089, 1094, 1103, 1107, 1129, 1148, 1149, 1150, 1161, 1177, 1201, 1205, 1206, 1208, 1213, 1215, 1226, 1238, 1255, 1285, 1339, 1352a, 1400, 1594, 1597, 1604, 1622, 1717, 1717, 1728, 1731, 1736, 1740, 1742, 1772, 1855, 1858, 1922, 1938, 1941, 1956, 1972, 1992, 2111, 2119, 2140, 2141, 2236, 2353, 2376, 2380, 2390, 2409, 2420, 2423, 2425, 2457, 2479, 2483, 2502, 2534, 2540, 2558, 2568, 2584, 2600, 2624, 2627, 2631, 2633, 2645, 2646, 2658, 2660, 2665, 2670, 2696, 2699, 2724, 2761
siglo XIII/XIV
266, 656, 668, 1334, 2499, 2578
siglo XIV
18, 45, 53, 54, 66, 109, 155, 171, 182, 185, 190, 201, 214, 223, 232, 235, 243, 246, 290, 308, 316, 324, 358, 367, 369, 381, 386, 393, 394, 402, 404, 409, 412, 413, 414, 415, 417, 425, 426, 480, 492, 494, 498, 512, 521, 523, 540, 577, 578, 586, 588, 594, 600, 603, 604, 628, 633, 634, 644, 645, 648, 649, 680, 686, 690, 698, 718, 727, 730, 731, 734, 741, 758, 761, 762, 763, 764, 769, 781, 783, 784, 786, 789, 790, 794, 797, 798, 802, 806, 818, 819, 824, 833, 834, 836, 839, 845, 846, 848, 858, 864, 866a, 867, 889, 890, 904, 921, 928, 938, 951, 952, 953, 959, 960, 977, 978, 1020, 1023, 1032, 1033, 1036, 1061, 1062, 1075, 1099, 1100, 1119, 1121, 1185, 1189, 1196, 1234, 1235, 1236, 1248, 1249, 1252, 1254, 1283, 1328, 1330, 1331, 1345, 1350b, 1356, 1377, 1395, 1445, 1447, 1476, 1492, 1503, 1504, 1516, 1543, 1547, 1548, 1572, 1577, 1605, 1613, 1614, 1619, 1637, 1723, 1725, 1726, 1732, 1733, 1741, 1746, 1747, 1761, 1762, 1771, 1856, 1859, 1899, 1902, 1918, 1928, 1929, 1952, 1975, 2085, 2160, 2261, 2266, 2273, 2303, 2309, 2310, 2355, 2356, 2406, 2407, 2431, 2441, 2454, 2466, 2484, 2503, 2593, 2626, 2629, 2634, 2651, 2653, 2666, 2668, 2679, 2698, 2716, 2765, 2767, 2773, 2774, 2775, 2780, 2783
siglo XV
30, 47, 58, 70, 149, 285, 286, 287, 288, 313, 368, 373, 379, 380, 385, 418, 432, 446, 448, 493, 525, 541, 575, 616, 664, 694, 739, 801, 841, 844, 853, 880, 955, 958, 961, 962, 1003, 1017, 1018, 1024, 1026, 1059, 1060, 1105, 1202, 1232, 1233, 1247, 1250, 1260, 1264, 1482, 1508, 1617, 1626, 1628, 1636, 1649, 1656, 1745, 1750, 1757, 1763, 1767, 1876, 1882, 1948, 1957, 1958, 1964, 1978, 2003, 2175, 2178, 2221, 2352, 2418, 2452, 2455, 2554, 2673, 2675, 2691, 2704, 2729
siglo XV/XVI
99, 1367
siglo XVI
90, 335, 445, 724, 745, 755, 867, 957, 1019, 1030, 1065, 1068, 1088, 1239, 1362, 1370, 1374, 1618, 1749, 1768, 1861, 1883, 1911, 1930, 1931, 1936, 1937, 1979, 2009, 2218, 2378, 2422, 2496, 2501, 2532, 2555, 2572, 2573, 2579, 2635, 2636, 2690, 2711, 2721, 2779
siglo XVI/XVII
1371
siglo XVII y en adelante
289, 868, 956, 963, 988, 1044, 1063, 1101, 1104, 1303, 1748, 1869, 2267, 2450, 2497, 2581, 2619, 2656.

## Características del texto bizantino
Comparado a los manuscritos del tipo textual alejandrino, las diversas lecturas bizantinas suelen mostrar una gran tendencia hacia el griego simple y bien formado, propio del Koiné en pocos casos muestran variación entre los pasajes paralelos de los Evangelios sinópticos, también es menos probable que presenten contradicciones o cuestiones "difíciles" de exégesis. Por ejemplo, en Marcos 1:2 se lee: "como está escrito en los profetas..." en el texto bizantino; mientras que el mismo versículo se lee "como está escrito en Isaías el profeta..." en los demás testimonios textuales antiguos. 
Otra característica es la gramática (por ejemplo οι δε ειπον, y en el texto alejandrino: οι δε ειπαν) en diferente orden de palabras. Por ejemplo:
Juan 6:49
εν τη ερημω το μαννα – en los códices B, C, D, T, W, Θ
το μαννα εν τη ερημω – en los códices ﬡ, A, L, Ψ, f1, f13, mss. del tipo textual bizantino
Marcos 1:9 
εις τον Ιορδανην υπο Ιωανου – en los códices ﬡ, B, D
υπο Ιωανου εις τον Ιορδανην – en los códices A, W, y en los manuscritos del tipo textual bizantino
Además, el texto bizantino no contiene los versículos incluidos en el Texto Recibido: Lucas 17:36; Hechos 8:37; 15:34.
No hay testimonios bizantinos consistentes entre los primeros papiros del Nuevo Testamento. No obstante, los casos de diversas lecturas no son inusuales en los textos más antiguos — a pesar de que los demás se ajustan más a otros tipos textuales o a ninguno. Por lo tanto, muchas (y posiblemente la mayoría) de las diversas lecturas bizantinas es probable que sean de fecha antigua. Existen dos explicaciones generales que han sido ofrecidas para esta observación:
- que el tipo textual bizantino transmite un texto más cercano a la forma primaria de los libros del Nuevo Testamento; los testimonios en manuscritos antiguos no han sobrevivido porque este tipo textual predominó en regiones en donde el clima no favorece a la preservación de papiros, y fue por la conservación más respetuosa y concienzuda por la que ha llegado a la mayoría y no un texto marginal;

- que el texto bizantino representa un ejercicio consistente de compilación y corrección textual cerca del siglo IV, los editores habían seleccionado eclécticamente esas lecturas de un rango de manuscritos antiguos que se ajustaban mejor a su estándar presupuesto de las características que se esperaban en el texto del Nuevo Testamento, dicha suposición no esta demostrada, como la resención luciana en lo referente al Nuevo Testamento.

## Relación con otros tipos textuales
Evangelio de Mateo 2:18 
- κλαυθμος — Códice Sinaítico, Vaticano, 0250, f1, it(q), aur,b,c,f, ff1,g1, k, l, 1, vg, syrp, pal, copsa, bo, eth
- θρηνος και κλαυθμος — C, D, K, L, W, Δ, Π, f13, 28, 33, 565, 700, 892, 1009, 1010, 1071, 1079, 1195, 1216, 1241, 1253, 1365, 1546, 1646, 2148, 2174, Biz

Mateo 5:25
- ὁ κριτής — mss alejandrinos f1 f13
- δώσει — D
- ὁ κριτής σε παραδῷ — K L W Δ Θ Π 28 33 565 700 mss bizantinos

Mateo 10:4
- Θαδδαιος — mss alejandrinos f13 Leccionario 185 vg
- Λεββαιος — D, d, (k)
- Λεββαιος ο επικληθεις Θαδδαιος — bizantinos
- Θαδδαιος ο επικληθεις Λεββαιος — 13 346 543 826 828

Mateo 14:12
- σωμα — W 0106 0136 Biz lat sirh copsa
- πτωμα — א B C D L Θ f1 f13 33 565 700 892 1010 1241 1424 e k sirs, c, p copbo

Mateo 15:6
- η την μητερα αυτου — C L W Θ 0106 f1 Biz it vgcl sirp, h
- και την μητερα αυτου — Φ 565 1241 copbo
- η την μητερα — 084 f13 33 70 892
- omitido — א B D pc a e sirc copsa geo1

Mateo 15:6
- τον λογον (véase Marcos 7:13) — mss alejandrinos, Θ, 700, 1230
- τον νομον — א*, C, 084, f13, 1010
- την εντολην — K, L, W, X, Δ, Π, 0106, f1, 33, 565, 1009, Biz

Mateo 15:8
- εγγιζει μοι ο λαος ουτος τω στοματι αυτων και (Este pueblo se acerca a mí con sus boca pero) — C W 0106 (f1) Biz
- ο λαος ουτος (Este pueblo) — א B D L Θ 084 f13 33 700 892 1424

Evangelio de Marcos 1:13
- και ην εν τη ερημω — א, A, B, D, L, Θ, 33, 579, 892, 1342, 2427
- και ην εκει εν τη ερημω — W, Δ, 157, 1241, Biz, TR
- και ην εκει — 28, 517, 565, 700, f1, Familia Π, sirs
- Omite — f13
- Laguna — C, Ψ, sirc

Evangelio de Marcos 4:24
- και προστεθησεται υμιν — mss alejandrinos
- και προστεθησεται υμιν τοις ακουουσιν — mss del tipo textual bizantino
- omite — D, W, 565

Evangelio de Marcos 6:33
- εκει και προηλθον αυτους — Códice Sinaítico, Vaticano, 0187 (omite εκει), 892, ℓ 49, ℓ 69, ℓ 70, ℓ 299, ℓ 303, ℓ 333, ℓ 1579, (ℓ 950 αυτους), itaur, vg, (copsa, bo)
- εκει και προσηλθον αυτοις — Códice Regio, 1241, (Δ, Θ, ℓ 10 αυτοις), ℓ 12, ℓ 80, ℓ 184, ℓ 211, ℓ 1127, arm, geo
- εκει και συνηλθον αυτου — Códice de Beza (gr), 28, 700
- εκει και ηλθον αυτου — 565, it(a),d, ff,i,r, Diatesarón
- και ηλθον εκει — f1
- προηλθον αυτον εκει — Peshitta
- προς αυτους και συνηλθον προς αυτον — 33
- εκει και προηλθον αυτοις και συνηλθον προς αυτον — K, Π, (f13 συνεισηλθον προς αυτους), 1009, 1010, 1071, 1079, 1195, 1216, 1230, 1242, 1365, 1546, 1646, 2148, 2174, Biz
- εκει και προηλθον αυτοις και συνεδραμον προς αυτον — A
- εκει — códice W, ℓ 150, itc

Marcos 6:51
- εξισταντο — mss alejandrinos, 28, vg, sirs, copsa, bo geo
- εξεπλησσοντο — f1
- εξισταντο και αθαυμαζον — A D K W X Θ Π f13 33 565 700 mss bizantinos
- αθαυμαζον και εξισταντο — 517 1424 Peshitta

Marcos 7:8
- βαπτισμους ξεστων και ποτηριων και αλλα παρομοια τοιαυτα πολλα ποιειτε (el lavado de jarras y copas, y muchas otras cosas que hacen) – (Α) f13 Biz vg (syrp) syrh

Marcos 9:49
- πας γαρ πυρι αλισθησεται – mss alejandrinos y cesáreos
- πασα γαρ θυσια αλι αλισθησεται – mss occidentales
- πας γαρ πυρι αλισθησεται και πασα θυσια αλι αλισθησεται – mss bizantinos

Lucas 2:38
- καὶ αὐτῇ τῇ ὥρᾳ (y en aquella hora) — alejandrinos
- καὶ αὕτη αὐτῇ τῇ ὥρᾳ (y ella en aquella hora) — cesáreo y bizantino

Lucas 7:10
- δουλον — p45 א B L W f1 700 892 1241 it sirs, pal copsa, bo ath? geo
- ασθενουντα — D d
- ασθενουντα δουλον — A C K X Δ Θ Π f13 28 33 565 892 1009 1010 1071 1079 1195 1216 1230 1242 1253 1344 1365 1546 1646 2148 2174 Biz Lec itf vg sirp, h goth arm eth? Diatesarón

Lucas 12:14
- κριτην η μεριστην — mss alejandrinos, f1, f13, 700, 1241
- δικαστην η μεριστην — A, K, W, X, Δ, Θ, Π, Ψ, 565, 1009, 1010, 1071, 1079, 1195, 1216, 1230, 1242, 1253, 1344, 1365, 1546, 1646, 2148, 2174, Biz
- μεριστην η δικαστην — 472, ℓ 1642, eth
- κριτην η δικαστην — 69
- αρχοντα και δικαστην — 157
- κριτην — D, it(a), c, d
- δικαστην — 28
- μεριστην — copsamss

El último versículo del Evangelio de Lucas (24:53)
- ευλογουντες τον θεον ("bendiciendo a Dios") — alejandrinos
- αινουντες τον θεον ("alabando a Dios") — occidentales
- αινουντες και ευλογουντες τον θεον ("alabando y bendiciendo a Dios") — bizantinios

Juan 1:18
- ο μονογενης υιος — A, C3, K, X, Δ, Θ, Π, 063, 0234, f1, f13, 28, 565, 700, 892, 1009, 1010, 1071, 1079, 1195, 1216, 1230, 1241, 1242, 1253, 1344, 1365, 1546, 1646, 2148, Biz
- ο μονογενης θεος — p75, אc, 33, copbo
- μονογενης θεος — mss alejandrinos

Hechos 20:28
- του Θεου (de Dios) — א B 614 1175 2495 al vg sy boms
- του κυριου (del Señor) — Papiro 74 A C* D E Ψ 33 36 453 945 1739 1891
- του κυριου και του Θεου (del Señor y Dios) — C3 Biz

Hechos 27:41
υπο της βιας των κυματων — {\displaystyle {\mathfrak {P}}}74, C, P, 049, 056, 0142, (אc, 104 απο), 33, 81, 88, 181, 326, 330, 436, 451, 614, (629 των ανεμων), 630, 945, 1241, 1505, 1739, 1877, 2127, 2412, 2492, 2495, Biz, Lec, sirp, h, cop, ethpp
υπο της βιας — א, A, B, arm, geo
υπο των κυματων — Ψ (ℓ 1441 των κυματων con un óbelo y omitió υπο)
En Romanos 8:1
Ιησου – א, B, D, G, 1739, 1881, itd, g, copsa, bo, eth
Ιησου μη κατα σαρκα περιπατουσιν – A, Db, Ψ, 81, 629, 2127, vg
Ιησου μη κατα σαρκα περιπατουσιν αλλα κατα πνευμα – אc, Dc, K, P, 33, 88, 104, 181, 326, 330, (436 omite μη), 456, 614, 630, 1241, 1877, 1962, 1984, 1985, 2492, 2495, Biz, Lec
1 Corintios 2:1
μυστηριον – {\displaystyle {\mathfrak {P}}}46, א, Α, C, 88, 436, ita,r, syrp, copbo
μαρτυριον – B D G P Ψ 33 81 104 181 326 330 451 614 629 630 1241 1739 1877 1881 1962 1984 2127 2492 2495 Biz Lec it vg syrh copsa arm eth
ευαγγελιον – Teodoreto
σωτηριον – 489, ℓ 598pt, ℓ 599
1 Corintios 7:5
τη προσευχη (oración) junto con el {\displaystyle {\mathfrak {P}}}11, {\displaystyle {\mathfrak {P}}}46, א*, A, B, C, D, G, P, Ψ, 33, 81, 104, 181, 629, 630, 1739, 1877, 1881, 1962, it vg, cop, arm, eth
τη νηστεια και τη προσευχη (ayuno y oración) – אc, K, L, 88, 326, 436, 614, 1241, 1984, 1985, 2127, 2492, 2495, Biz, Lec, sirp,h, got; también existe la lectura τη προσευχη και νηστεια (oración y ayuno) – 330, 451, Juan Damasceno.
1 Corintios 11:24
υμων — {\displaystyle {\mathfrak {P}}}46, א*, A, B, C*, 33, 1739, arm
υμων κλωμενον — אc,  C3, Db,c, G, K, Ψ, 81, 88, 104, 181, 326, 330, 436, 451, 614, 629, 630, 1241, 1739mg, 1877, 1881, 1962, 1984, 1985, 2127, 2492, 2495, Biz, Lec
υμων θρυπτομενον — Dgr
υμων διδομενον — c, dem, f, t, x, zc, vg, cop, eth
En Marcos 6:33 y Lucas 24:53 el tipo textual bizantino parece ser una combinación de los textos alejandrino y cesáreo. En otros casos la situación es más complicada. Marcos 1:13 parece ser una combinación de los textos alejandrino y cesáreo.

## Origen del texto bizantino
Entre aquellos que creen que el texto bizantinio es solo un testiminio secundario de los autógrafos, hay un debate cocerniente al origen del texto bizantino, y es la razón de su amplio uso. Las propuestas que han sido presentadas son:
- Que Luciano de Antioquía utilizó su habilidad crítica textual para producir una recensión. (Jerónimo hizo referencia únicamente a la recensión de Luciano del antiguo testamento).
- Que Constantino I pagó para la amplia distribución de los manuscritos que venían de una fuente común. (Existen varias referencias de que Eusebio de Cesarea le pagó a Constantino por la producción de manuscritos).
- Que después que el Imperio romano de Occidente dejó de usar el griego, y debido a las invasiones de los bárbaros y musulmanes se eliminó la posibilidad de Jerusalén o Cesarea de ejercer alguna influencia sobre el texto griego del Nuevo Testamento.[12] La única iglesia que preservó activamente el texto griego fue la Iglesia bizantina, que ejerció el control central de la sede apostólica de Antioquía y resistió a los musulmanes hasta el siglo XV, véase también Iglesia Estatal del Imperio romano.

El texto bizantino estándar usado por la Iglesia Ortodoxa griega coincide con los manuscritos en minúscula de más adelante, y los manuscritos más antiguos fueron escritos en el siglo IX. El primer texto bizantino es diferente a los textos bizantinos de más adelante en 3000 lugares y está más cerca al texto alejandrino. A las primeras familias bizantinas como la familia E y Π, Kurt Aland no las clasificó como manuscritos bizantinos, y a algunas de ellas las ubicó en la Categoría III de los manuscritos griegos del Nuevo Testamento. A todos los manuscritos con texto bizantino estándar Aland los ubicó a la Categoría V.

## El Texto Recibido (Textus Receptus)
La primera edición impresa del Nuevo Testamento griego fue completada por Erasmo y publicada por Johann Froben de Basilea en el 1 de marzo de 1516 (Novum Instrumentum omne). Debido a la presión de esta editorial para traer su edición al mercado antes que la competencia de la Políglota Complutense, lo que no quita su impresionante cuidado y erudición en dicha edición, Erasmo basó su trabajo en alrededor de media docena de manuscritos, todos ellos fechados desde el siglo XII en adelante, además de muchas correspondencias con eruditos que le aportaban más información que no podía cotejar personalmente, además de escritos del cristianismo primitivo como predicas y sermones del siglo I y II en adelante; y únicamente uno de ellos no era del tipo textual bizantino. Seis versículos que no fueron atestigüados en ninguna de esas fuentes, el los tradujo de la Vulgata latina pero que fueron corregidas en las siguientes ediciones, las cuales eran muy pocas, y también introdujo varias lecturas de la Vulgata y de los Padres de la Iglesia por la notable antigüedad que les precedía. Este texto vino a ser conocido como el Textus Receptus o texto recibido, después pasó a ser denominado por Bonaventura Elzevir, una editorial emprendedora de Holanda, en su edición de 1633 de Erasmo'. El Nuevo Testamento de la Biblia del rey Jacobo fue traducido de ediciones de lo que se convertiría en el Texto Recibido. Si el "Texto Mayoritario" de Hodges y Farstad se toma como el estándar para el tipo textual bizantino, entonces el Texto Recibido difiere de este en las 1,838 lecturas griegas, de las cuales 1,005 presentan diferencias "traducibles".

## Textos críticos modernos
Karl Lachmann (1850) fue el primer crítico textual del Nuevo Testamento en producir una edición que desplazó al Texto Recibido. La mayoría de los críticos textuales en la actualidad favorecen a un texto que sea alejandrino en complexión, especialmente después de la publicación de la edición de Westcott y Hort, aunque quedan algunos defensores del tipo textual bizantino como el tipo de texto más similar a los autógrafos. Estos críticos incluyen a los editores del texto Hodges y Fastad (citado anteriormente), y el texto de Robinson y Perpoint. Dependiendo de que texto crítico moderno se acepte como un ejemplar de tipo textual alejandrino, este diferirá del texto de Hodges y Fastad en aproximadamente 6,500 lecturas (Wallace 1989). 
Para dar una idea de la diferencia entre la forma del texto bizantino y el texto ecléctico, que principalmente está en caracteres alejandrinos, de las 800 unidades de variación en la Epístola de Santiago reunidas por el Instituto de Investigación Textual del Nuevo Testamento, los textos bizantino y ecléctico están de acuerdo en 731 lugares (un rango del 92.3%). Varios de los 69 desacuerdos envuelven diferencias en el orden de las palabras y otras variantes que no aparecen como diferencias traducibles en las versiones en inglés. Según el prefacio de la Biblia del rey Jacobo, el Texto Recibido, el  tipo textual alejandrino y el tipo textual bizantino son 85% idénticos (que es de las variaciones que ocurren en algún manuscrito; en realidad solo el 15% difiere entre esos tres).
El tipo textual bizantino también se encuentra en ediciones modernas griegas ortodoxas. Hay una nueva edición erudita del texto bizantino del Evangelio de Juan, (financiada por las Sociedades Bíblicas Unidas en respuesta a una petición de los Eruditos ortodoxos del Este), fue iniciada en Birmingham RU. y en 2007, como resultados de esos esfuerzos, se usó en la tradición bizantina The Gospel According to John (El Evangelio según Juan). 
Von Soden dividió los manuscritos del texto bizantino en cinco grupos:
- Kx — sin uncials, cientos de minúsculas, entre ellas los códices 2, 3, 8, 14, 45, 47, 49, 51, 54, 56, 58, 59, 60, 61, 73, 75, 76, 78, etc.
- Kr — sin unciales, sin manuscritos antiguos minúsculas, cientos de menúsculas: 18, 35, 55, 66, 83, 128, 141, 147, 155, 167, 170, 189, 201
- K1 (subfamilia de Kx) — S V Ω 461
- Ki (Familia E) — E F G H
- Ik (también Ka), ahora Familia Π — (A) K Y Π; este subgrupo es el más antiguo, pero solo el 5% de los manuscritos pertenecen a él. La mayoría de ellos tienen un texto mezclado con otras subfamilias bizantinas.

Desde el descubrimiento del Papiro 45, el Papiro 46 y el Papiro 47 hay una prueba de que ocasionalmente el texto bizantino preserva una lectura que data de testimonios antiguos. Ejemplos:
Lucas 10:39
Ιησου — p45 p75 A W Biz b
κυριου — א B D L Ξ 579 892 copbo sirc
Lucas 10:42
ενος δε εστιν χρεια — p45 p75 A C W Biz
ολιγων δε χρεια εστιν η ενος — B
ολιγων δε εστιν η ενος — א
ολιγων δε εστιν χρεια — 38 sirpal
Lucas 11:33
φῶς — א B F Θ f1 f13
φέγγος — p45 33 Biz
Juan 10:29
ὃ ... μεῖζον — B it
ὃς ... μείζων — p66 f1 f13 Biz
Juan 11:32
πρός — א B C* D L X
εἰς — p66 Θ Biz
Juan 13:26
βάψας — א B C L X 33
καὶ ἐμβάψας — p66c A Θ
Hechos 17:13
ταράσσοντες —
omitted — p45 E Biz
1 Corintios 9:7
τὸν καρπόν — א* A B D* G P
ἐκ τοῦ καρποῦ — p46 Biz
Efesios 5:9
φωτός — א* A B D* G P
πνεύματος — p46 Biz
Filipenses 1:14
του θεου – א A B (D*) P Ψ 33 81 104 326 365 629 1175 1241 2464
omitted – p46 D2 Biz
Se encuentran otros ejemplos de lecturas bizantinas en el p66 en Juan 1:32; 3:24; 4:14.51; 5:8; 6:10.57; 7:3.39; 8:41.51.55; 9:23; 10:38; 12:36; 14:17. Esto está de acuerdo al punto de vista de los eruditos como Harry Sturz y Maurice Robinson en que la raíz del texto bizantino podría ir a una fecha muy antigua; aunque Bruce Metzger señala que esto no puede ser tomado en cuenta para demostrar que esas lecturas estaban en el texto original. Algunos autores han interpretado esto como una rehabilitación del Texto Recibido. Varias de esas lecturas han coincidido con substancialmente con otros tipos textuales y ellos no son diferentes al texto bizantino. Daniel Wallace encontró solamente dos diferencias de conformidad entre papiro y bizantino. El punto más fuerte de Sturzs es la omisión de Filipenses 1:14, la lectura adoptada en NA26/UBS.

### Familias del tipo textual bizantino
- Familia Π
- Familia E
- Familia K1
- Familia Kr
- Familia Kx

Familias asociadas con el texto bizantino
- Familia 1424
- Familia 1739

### Otros tipos textuales
- Categorías de los manuscritos del Nuevo Testamento
- Tipo textual alejandrino
- Tipo textual cesareo
- Tipo textual occidental
- Texto Recibido

### Texto crítico
- Novum Testamentum Graece
- Crítica textual